# Vals-des-Tilles
Vals-des-Tilles település Franciaországban, Haute-Marne megyében. Lakosainak száma 182 fő (2022. január 1.). Vals-des-Tilles Cussey-les-Forges, Mouilleron, Poinsenot, Praslay, Vaillant, Villars-Santenoge, Vivey, Grancey-le-Château-Neuvelle és Chalancey községekkel határos.

## Népesség
A település népessége az elmúlt években az alábbi módon változott:
| Lakosok száma | 163  | 160  | 162  | 167  | 172  | 178  | 179  | 181  | 182  |
|               | 2013 | 2015 | 2016 | 2017 | 2018 | 2019 | 2020 | 2021 | 2022 |